# Kadov (ort i Tjeckien, Södra Mähren)
Kadov är en ort i Tjeckien.   Den ligger i regionen Södra Mähren, i den sydöstra delen av landet, 180 km sydost om huvudstaden Prag. Kadov ligger 275 meter över havet och antalet invånare är 140.
Terrängen runt Kadov är platt. Runt Kadov är det ganska tätbefolkat, med 78 invånare per kvadratkilometer. Närmaste större samhälle är Ivančice, 14,7 km norr om Kadov. Trakten runt Kadov består till största delen av jordbruksmark.